# Marek Biernacki
Marek Biernacki (ur. 28 kwietnia 1959 w Sopocie) – polski polityk i prawnik, działacz opozycji w okresie PRL, poseł na Sejm III, V, VI, VII, VIII, IX i X kadencji, w latach 1999–2001 minister spraw wewnętrznych i administracji, w latach 2013–2014 minister sprawiedliwości, w 2015 sekretarz stanu w Kancelarii Prezesa Rady Ministrów oraz koordynator ds. służb specjalnych.

## Życiorys
Jest synem Tadeusza i Ireny. Absolwent liceum ogólnokształcącego w Pruszczu Gdańskim. W 1985 ukończył studia prawnicze na Wydziale Prawa i Administracji Uniwersytetu Gdańskiego. Od 1981 działał w Ruchu Młodej Polski. W latach 80. był działaczem podziemnych struktur NSZZ „Solidarność”. Po ukończeniu studiów, w latach 1985–1989 pracował w Muzeum Historii Miasta Gdańska (w oddziale Wieża Więzienna i Katownia). W latach 1989–1997 był pracownikiem naukowo-dydaktycznym w Katedrze Historii Państwa i Prawa Polskiego na Wydziale Prawa i Administracji Uniwersytetu Gdańskiego. Należy do Gdańskiego Klubu Myśli Politycznej im. Lecha Bądkowskiego.
Od 1991 pełnił funkcję likwidatora majątku Polskiej Zjednoczonej Partii Robotniczej w Gdańsku. Poprowadził kilka wygranych postępowań o rewindykację majątku PZPR przejętego przez SdRP. W 1996 wojewoda gdański Henryk Wojciechowski (SLD) cofnął mu pełnomocnictwa do egzekwowania majątku od SdRP.
W 1997 zaangażował się w działalność polityczną w Akcji Wyborczej Solidarność. Został jej kandydatem do Sejmu z rekomendacji Prawicy Narodowej, a następnie należał do komitetu założycielskiego Ruchu Społecznego AWS. W latach 1997–2001 sprawował mandat posła na Sejm III kadencji z listy AWS. Przewodniczył Komisji do Spraw Służb Specjalnych. Był współautorem ustawy powołującej Instytut Pamięci Narodowej. Od 7 października 1999 do 19 października 2001 sprawował funkcję ministra spraw wewnętrznych i administracji w rządzie Jerzego Buzka. W tym czasie był jednym z autorów wniosku o wznowienie śledztwa w sprawie tzw. moskiewskiej pożyczki. W okresie jego urzędowania utworzono Centralne Biuro Śledcze, którego funkcjonariusze przeprowadzili operację „Enigma”, w wyniku której rozbito gang pruszkowski. W 2001 bez powodzenia kandydował do Senatu z ramienia Bloku Senat 2001.
Od 2002 był związany z Platformą Obywatelską. Od lutego 2002 do października 2004 był wicemarszałkiem województwa pomorskiego. W latach 2002–2005 sprawował też mandat radnego sejmiku pomorskiego, który uzyskał z listy koalicji POPiS. W wyborach parlamentarnych w 2005 został posłem na Sejm V kadencji z okręgu gdyńskiego. W styczniu 2006 objął funkcję rzecznika w tzw. gabinecie cieni PO odpowiedzialnego za sprawy wewnętrzne i służby specjalne. W listopadzie 2005 został członkiem sejmowej Komisji do Spraw Służb Specjalnych, był jej rotacyjnym przewodniczącym. W wyborach parlamentarnych w 2007 po raz trzeci uzyskał mandat poselski, otrzymując 84 157 głosów. W lutym 2009 został przewodniczącym komisji śledczej do zbadania okoliczności porwania i zabójstwa Krzysztofa Olewnika (działającej do 17 maja 2011). W wyborach do Sejmu w 2011 z powodzeniem ubiegał się o reelekcję, dostał 66 019 głosów.
6 maja 2013 prezydent Bronisław Komorowski powołał Marka Biernackiego na urząd ministra sprawiedliwości w drugim rządzie Donalda Tuska. Pełniąc tę funkcję, zainicjował kompleksowe zmiany w uchwalonym w drugiej połowie lat 90. kodeksie karnym, przedstawił projekt przyjętej następnie ustawy o ochronie i pomocy dla pokrzywdzonego i świadka, a także zainicjował wprowadzanie systemu nagrywania rozpraw w sądach rejonowych. Kontrowersje podczas jego urzędowania wzbudziła kwestia tzw. ustawy o bestiach, mającej za celu izolację osób skazanych po odbyciu kary (przygotowanej m.in. na skutek tzw. sprawy Mariusza Trynkiewicza). Część środowisk prawniczych i medycznych zarzucała projektowi, że łamie podstawowe zasady prawa karnego oraz prawa człowieka. Marek Biernacki zadeklarował podanie się do dymisji, gdyby ustawę Trybunał Konstytucyjny uznał za niekonstytucyjną. Ostatecznie TK zakwestionował tylko jeden przepis ustawy, nie podważając istoty całej regulacji.
Marek Biernacki zakończył pełnienie funkcji ministra 22 września 2014 wraz z dymisją rządu Donalda Tuska. Objął następnie funkcję przewodniczącego sejmowej Komisji do Spraw Służb Specjalnych, kierował nią do czerwca 2015. W tym samym miesiącu został powołany przez premier Ewę Kopacz na stanowisko sekretarza stanu w Kancelarii Prezesa Rady Ministrów oraz koordynatora ds. służb specjalnych, a następnie przez prezydenta Bronisława Komorowskiego w skład Rady Bezpieczeństwa Narodowego. Jako koordynator służb specjalnych kierował m.in. operacją uwolnienia więzionego na Białorusi polskiego żołnierza, w ramach której w zamian przekazano stronie białoruskiej obywatela tego państwa oskarżonego w Polsce o szpiegostwo. Rozmowy odbyły się na Białorusi, przy czym oficjalnie poinformowano, że wizyta dotyczyła współpracy w obszarze zwalczania nielegalnej imigracji. Na skutek tych rozmów przekazano także stronie polskiej kopię raportu skierowanego do Ławrientija Berii, mówiącego o pięciu lokalizacjach, gdzie mogli być kierowani Polacy wzięci przez Sowietów do niewoli na początku II wojny światowej (dokumentu mogącego przyczynić się do odnalezienia tzw. białoruskiej listy katyńskiej). Zlecił szefowi ABW przegląd i odtajnienie dokumentów z tzw. zbioru zastrzeżonego IPN. Jego urzędowanie przypadło na czas problemów związanych z wysokim zagrożeniem terrorystycznym na świecie oraz kryzysem migracyjnym. Ujawnił, że w Polsce działała komórka wsparcia Państwa Islamskiego.
W wyborach w 2015 został ponownie wybrany do Sejmu, otrzymując 42 586 głosów. W Sejmie VIII kadencji został członkiem Komisji Administracji i Spraw Wewnętrznych oraz Komisji do Spraw Służb Specjalnych. Wielokrotnie w wypowiedziach publicznych krytycznie odnosił się do działań Antoniego Macierewicza jako ministra obrony narodowej, m.in. od samego początku oceniając jako nielegalne wejście Bartłomieja Misiewicza do Centrum Eksperckiego Kontrwywiadu NATO oraz stając w obronie zdegradowanej za czasów tego ministra major Służby Kontrwywiadu Wojskowego Magdaleny E. (zaangażowanej w operację uwolnienia polskiego żołnierza więzionego na Białorusi), pisząc w jej sprawie list do prezydenta Andrzeja Dudy.
11 stycznia 2018 został wykluczony z Platformy Obywatelskiej za złamanie dyscypliny partyjnej w głosowaniach nad projektami dotyczącymi aborcji. Pozostawał w klubie parlamentarnym PO i PO-KO, jednak 4 lipca 2019 przeszedł do klubu PSL-Koalicja Polska.
W wyborach w 2019 z listy PSL z powodzeniem ubiegał się o poselską reelekcję, otrzymując 19 272 głosy. Został tym samym pierwszym posłem wybranym z listy PSL w województwie pomorskim od 2001. W Sejmie IX kadencji został członkiem klubu zorganizowanego wokół Polskiego Stronnictwa Ludowego, Komisji Administracji i Spraw Wewnętrznych oraz Komisji do Spraw Służb Specjalnych. W czerwcu 2021 powołał m.in. wraz z Kazimierzem Michałem Ujazdowskim think tank Centrum Dobrego Państwa. W tym samym miesiącu został wiceprzewodniczącym stowarzyszenia „Tak, Polska!”.
W wyborach w 2023 został wybrany do Sejmu X kadencji z ramienia Trzeciej Drogi z wynikiem 34 369 głosów. W grudniu tego samego roku został kolejny raz przewodniczącym Komisji do Spraw Służb Specjalnych. Zasiadł też w Komisji Gospodarki i Rozwoju oraz Komisji Kultury i Środków Przekazu.

## Wyróżnienia
W 2001 został wyróżniony Medalem Honorowym im. Józefa Tuliszkowskiego. W 2014 Marek Biernacki otrzymał tytuł „Honorowego Ambasadora Miasta i Gminy Prabuty”. W 2015 został odznaczony Odznaką Honorową za Zasługi dla Samorządu Terytorialnego.

## Wyniki wyborcze
| Wybory | Komitet wyborczy   | Komitet wyborczy                                   | Organ                          | Okręg | Wynik            |
| ------ | ------------------ | -------------------------------------------------- | ------------------------------ | ----- | ---------------- |
| 1997   |                    | Akcja Wyborcza Solidarność                         | Sejm III kadencji              | nr 11 | 4124 (0,72%)     |
| 2001   |                    | Blok Senat 2001                                    | Senat V kadencji               | nr 25 | 113 785 (29,57%) |
| 2002   |                    | KKW Platforma Obywatelska – Prawo i Sprawiedliwość | Sejmik Województwa Pomorskiego | nr 2  | 24 332 (14,29%)  |
| 2005   |                    | Platforma Obywatelska                              | Sejm V kadencji                | nr 26 | 41 336 (11,20%)  |
| 2007   | Sejm VI kadencji   | Platforma Obywatelska                              | 84 157 (16,71%)                | nr 26 |                  |
| 2011   | Sejm VII kadencji  | Platforma Obywatelska                              | 66 019 (14,55%)                | nr 26 |                  |
| 2015   | Sejm VIII kadencji | Platforma Obywatelska                              | 42 586 (9,12%)                 | nr 26 |                  |
| 2019   |                    | Polskie Stronnictwo Ludowe                         | Sejm IX kadencji               | nr 26 | 19 272 (3,32%)   |
| 2023   |                    | Trzecia Droga                                      | Sejm X kadencji                | nr 26 | 34 369 (5,03%)   |